# Enllaç C-Cd
Els compostos d'organocadmi (o compostos orgànics del cadmi) són compostos químics que contenen un enllaç químic entre carboni (C) i cadmi (Cd) (enllaç C-Cd).
La química de l'organocadmi és la ciència corresponent que explora les propietats, l'estructura i la reactivitat d'aquests compostos. El cadmi comparteix el grup 12 amb el zinc i el mercuri, i les seves corresponents químiques tenen molt en comú.
Un dels exemples més senzills és el dimetilcadmi, que té una longitud d'enllaç C-Cd de 213 pm. Tots els compostos d'organocadmi són sensibles a l'aire, la llum i la humitat.

## Síntesi
Els primers compostos d'organocadmi, el dimetilcadmi, CH₃-Cd-CH₃, i el dietilcadmi, CH₃CH₂-Cd-CH₂CH₃, van ser preparats el 1917 per Erich Krause. En general, es preparen per transmetal·lació o per una reacció d'intercanvi entre un reactiu organometàl·lic i una sal de cadmi.

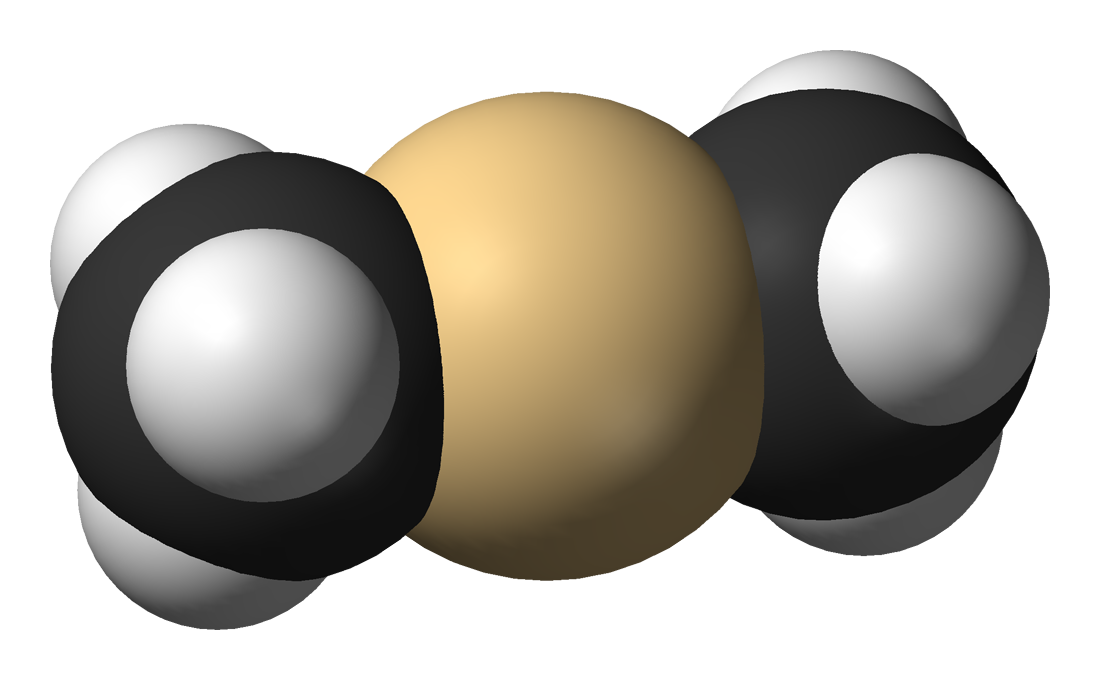
Model de rebliment d'espai de dimetilcadmi

Un procediment per a la síntesi de dietilcadmi és mitjançant la reacció del bromur de cadmi amb dos equivalents del reactiu de Grignard bromur d'etilmagnesi en dietilèter. El dietilcadmi és un oli incolor amb un punt de fusió de -21 °C.
El difenilcadmi es pot preparar mitjançant la reacció de fenil·liti amb bromur de cadmi. El difenilcadmi és un sòlid amb un punt de fusió de 174 °C.

### Derivats fluoroalquil i alquenil
Seguint les tendències establertes, els derivats dels perfluorats d'alquil i alquenil de cadmi presenten una estabilitat tèrmica millorada. Els derivats d'alquenil es generen mitjançant l'addició de iodotrifluoroetilè al cadmi metàl·lic.

## Reaccions
La utilitat sintètica dels organocadmis és limitada. Són menys nucleòfils que els organozincs. Aquesta reactivitat reduïda es demostra en la conversió de clorurs d'acil en cetones amb aquests reactius. Aquesta reacció va ser informada per Henry Gilman el 1936 i es va utilitzar fins que es va disposar de cuprats menys tòxics. El reactiu de Grignard relacionat reaccionaria més, donant alcohol terciari. El metilcadmi es va utilitzar en un dels passos que condueixen a la síntesi total de colesterol:

Química d'organocadmi de la síntesi de colesterol de Woodward

Un altre exemple de l'ús sintètic d'un organocadmi és la reacció del diisoamilcadmi amb clorur de β-carbometoxipropionil a 4-ceto-7-metiloctanoat de metil sense reaccionar més amb el grup cetona o el grup èster.
Aquesta selectivitat existeix sempre que la reacció es dugui a terme sense sal. Quan el reactiu de cadmi es genera in situ a partir d'una sal de cadmi, l'halogenur genera un reactiu d'organocadmi més nucleòfil, un complex -at. El mateix efecte de la sal es pot observar amb els compostos d'organozinc.
El dimetilcadmi també s'ha utilitzat per sintetitzar nanocristalls col·loïdals de materials II-VI. La seva naturalesa tòxica i volàtil ha portat els investigadors a buscar en altres llocs precursors de cadmi, com l'òxid de cadmi.

## Toxicitat
Els compostos de cadmi són tòxics. El dimetilcadmi és tòxic per al ronyó, el fetge, el sistema nerviós central i els òrgans respiratoris quan s'inhala.
L'IARC (Agència Internacional de Recerca sobre el Càncer) considera que els compostos de cadmi en general són carcinògens per als humans.